# And No Matches
And No Matches is een nummer van de Duitse raveband Scooter uit 2007. Het is de tweede single van hun dertiende studioalbum Jumping All Over the World.
Het nummer bevat een sample uit Big Big World van Emilia. De drums in het nummer zijn gesampled uit Enola Gay van Orchestral Manoeuvres in the Dark. "And No Matches" werd een grote jumpstylehit in Scooters thuisland Duitsland, waar het de 9e positie behaalde. In Nederland was het nummer minder succesvol; daar bereikte het de 62e positie in de Single Top 100.